# Gregorius Raaf

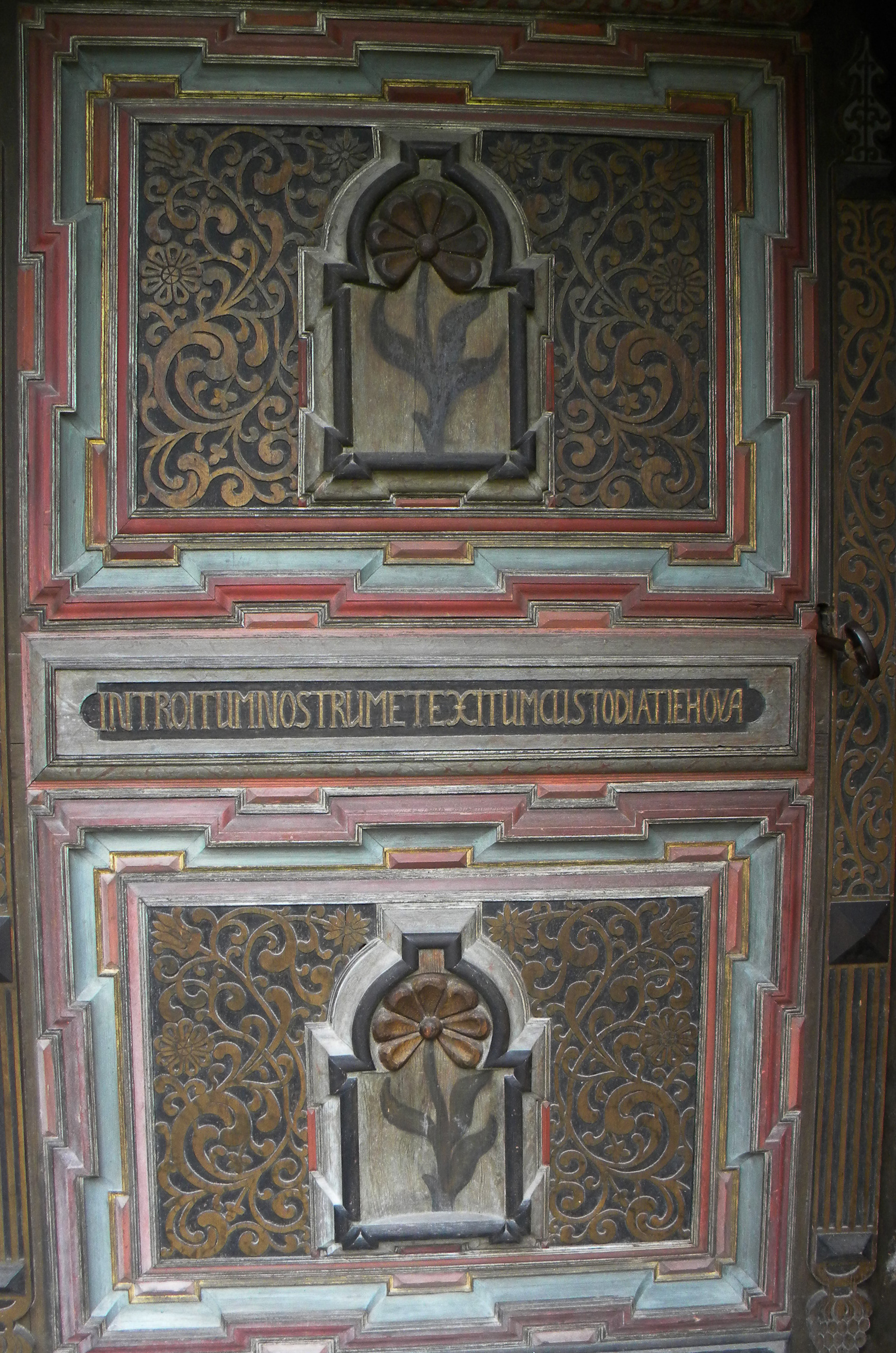
Kyrkporten i Ragunda gamla kyrka med gudsnamnet Jehova i den latinska texten, utförd av Gregorius Raaf.

Gregorius Raaf, född 1658 i Lübeck död 1710 och begravd i Sundsjö kyrkas stapel, var en tysk-svensk dragon, bildhuggare och kyrkobyggare.
Han var gift med Dordi Olofsdotter och troligen far till bildhuggaren Olof Raaf. Uppgifterna om Raafs liv och utbildning är mycket sparsamma. Han nämns första gången som dragon vid den jämtländska milisen 1685 och han var verksam som bildhuggare från 1690 fram till sin död. Raaf som huvudsakligen var bosatt i Lövsta by kom att utföra många verk i Jämtland. Bland dessa kan nämnas klockstaplar för Sundsjö och Offerdals kyrkor, dörrar till Sundsjö, Ragunda gamla och Revsunds kyrkor, altaruppsatser för Håsjö gamla och Mattmars kyrkor, en dopfunt och annan inredning till Bergs kyrka, predikstolar för Ås kyrka och Häggenås kyrka samt troligen även altaruppsatsen till Ragunda gamla kyrka. Dessutom tillverkade han ett flertal epitafier och inredningen i Torps kyrka.  

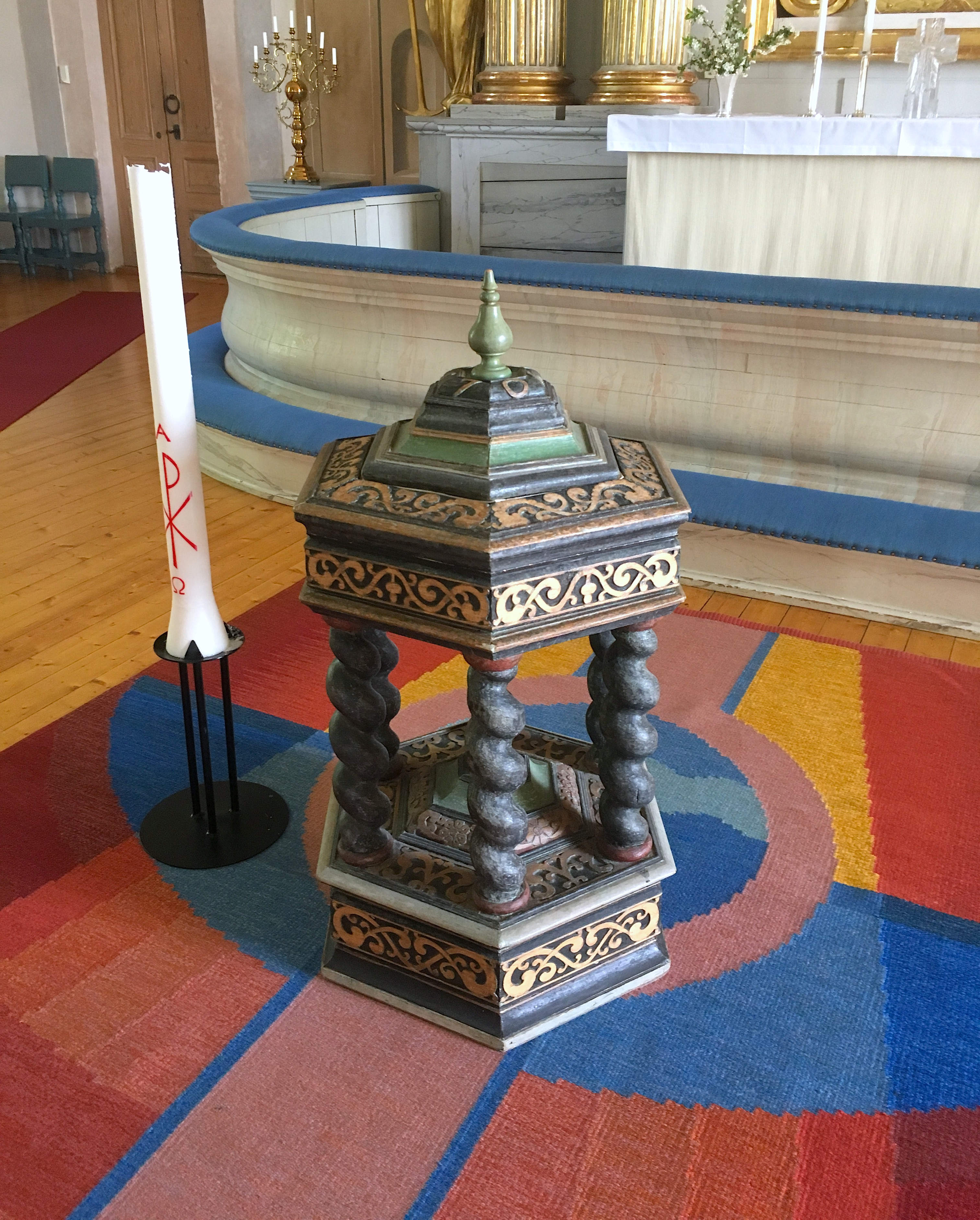
Dopfunten från 1706 i Bergs kyrka, Jämtland, attribuerad till Gregorius Raaf.